# Beixinqiao (métro de Pékin)
Beixinqiao (chinois : 北新桥站 ; pinyin : Běixīnqiáo zhàn) est une station de la ligne 5 du métro de Pékin et de la ligne Capital Airport Express. Elle est située, sous le carrefour où se rencontrent les rues Donzhimen neidajie, Yonghegong dajie, Jiaodaokou dongdajie et Dongsi beidajie, dans le district de Dongcheng, à la limite entre les sous-districts de Beixinqiao et de Jiaodaokou, à Pékin en Chine.

## Situation sur le réseau

Plan du métro.

Établie en souterrain, la station Beixinqiao, de correspondance du métro de Pékin, dispose de deux sous-stations : sur la ligne 5 du métro de Pékin, elle est établie entre la station Yonghegong Lama Temple, en direction du terminus Tiantongyuan Nord (zh), et la station Zhangzizhonglu, en direction du terminus Songjiazhuang (zh) ; et sur la ligne Capital Airport Express, dont elle est le terminus sud-est, elle est située avant la station Dongzhimen, en direction du terminus Terminal 2 (zh).

## Histoire
La station Beixinqiao est mise en service le 7 octobre 2007, lors de l'ouverture à l'exploitation des 27,6 km et 23 stations, entre Tiantongyuan Nord (zh) et  Songjiazhuang (zh), de la ligne 5 du métro de Pékin.
Elle devient une station de correspondance, le 31 décembre 2021, lors de la mise en service du prolongement depuis l'ancien terminus Dongzhimen jusqu'à la nouvelle station terminus Beixinqiao de la ligne Capital Airport Express.

## Services aux voyageurs

### Desserte

#### Station ligne 5

Installations
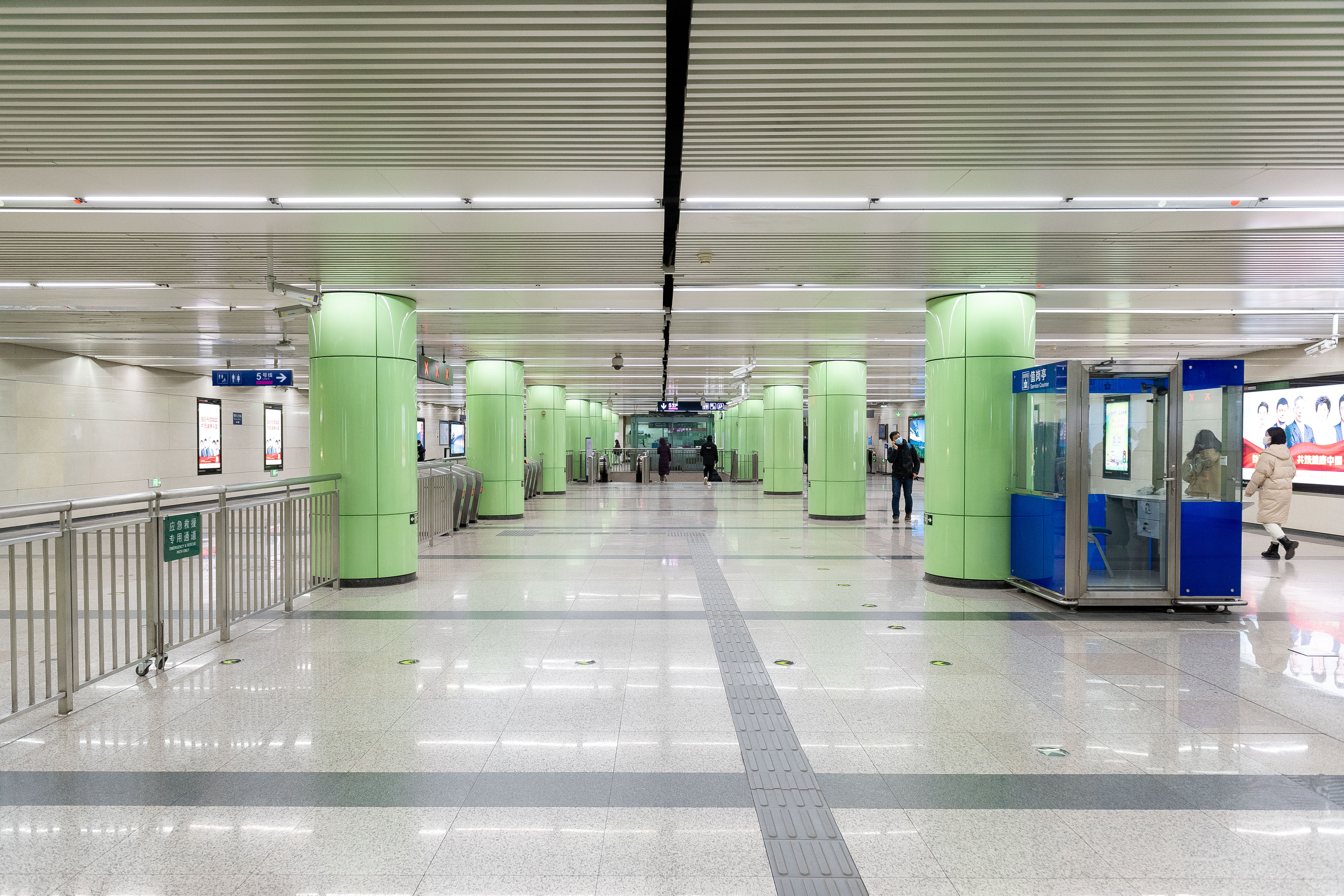
Mezzanine.
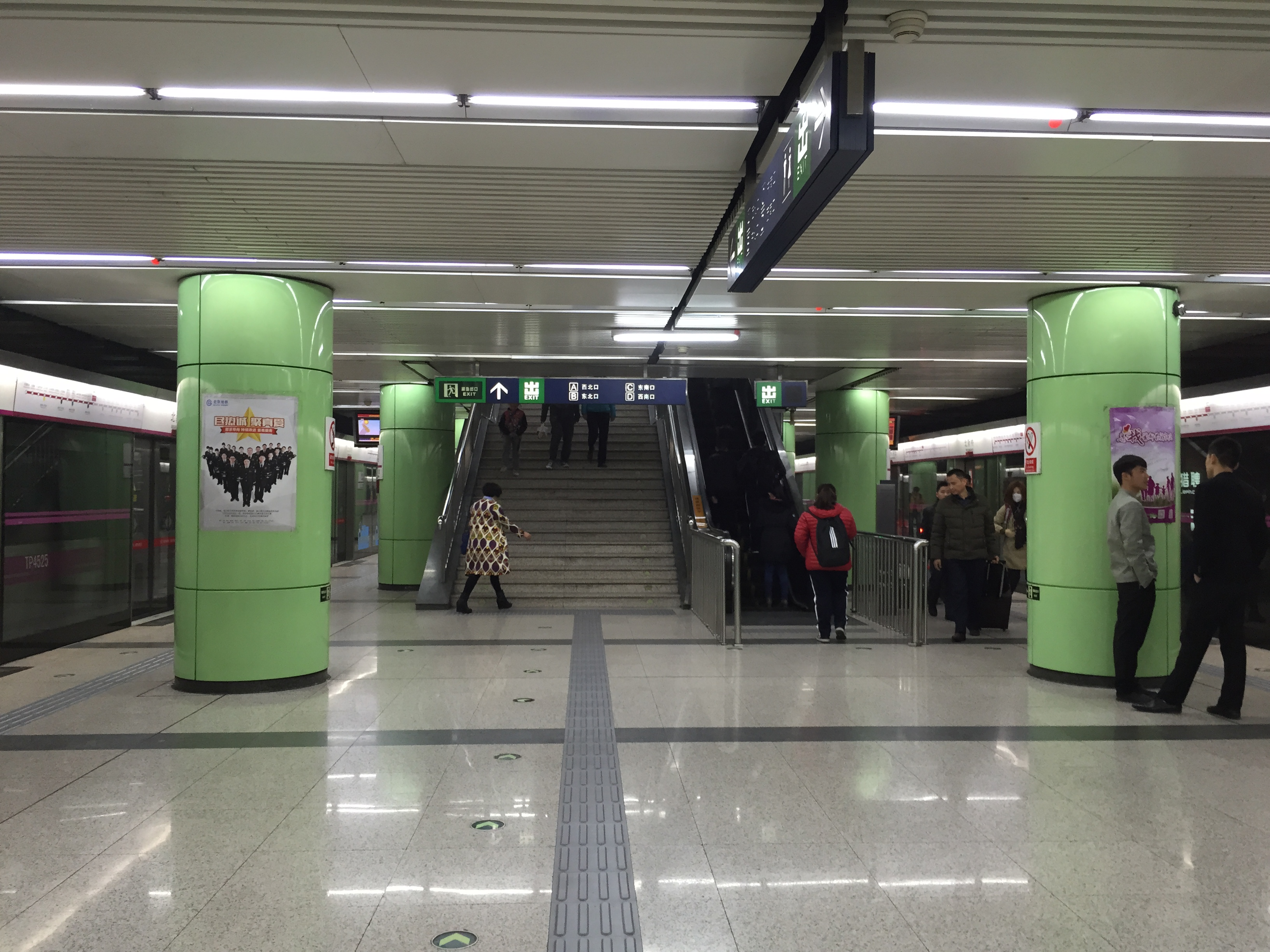
Accès quai.
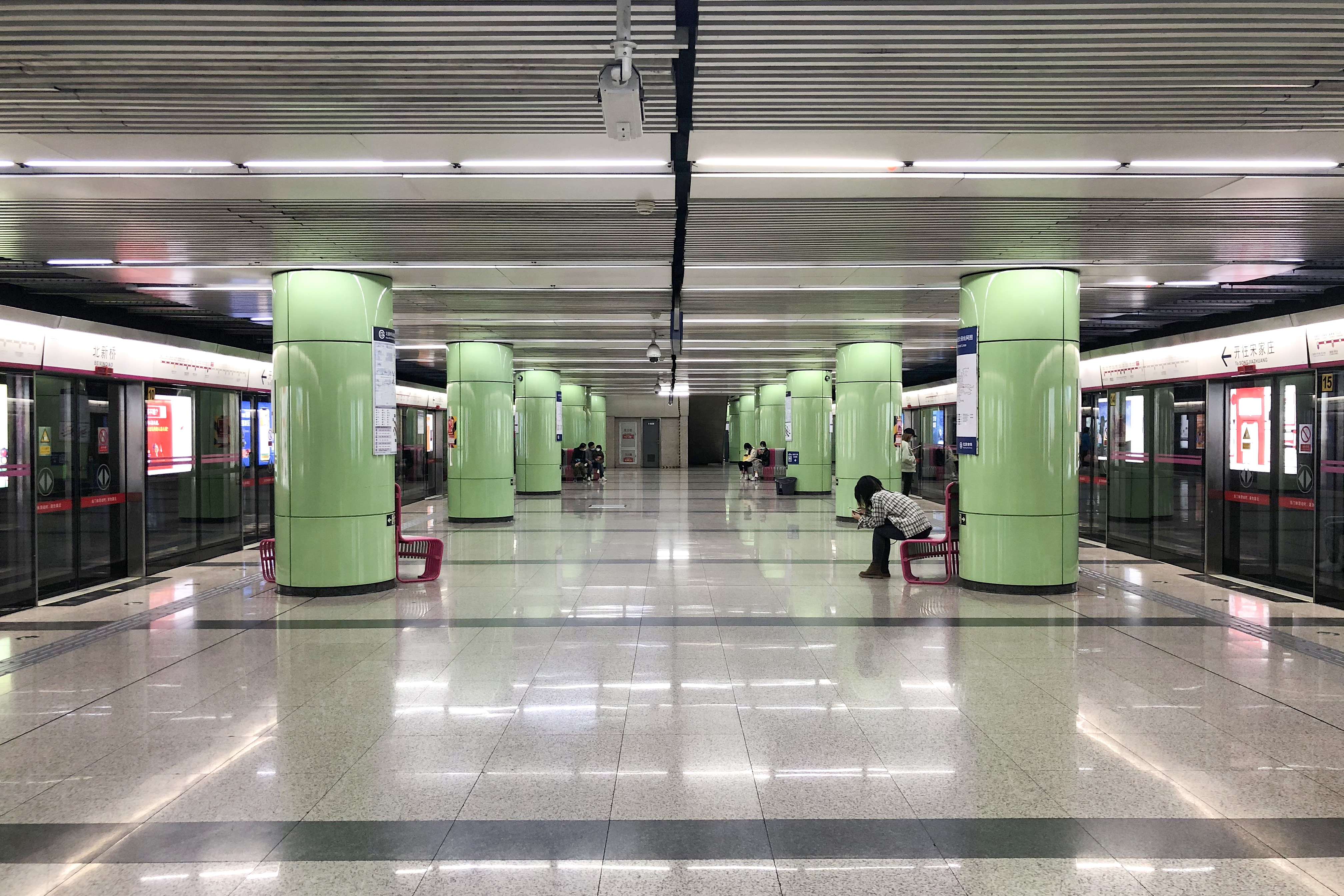
Quai central.

#### Station Capital Airport Express

Installations
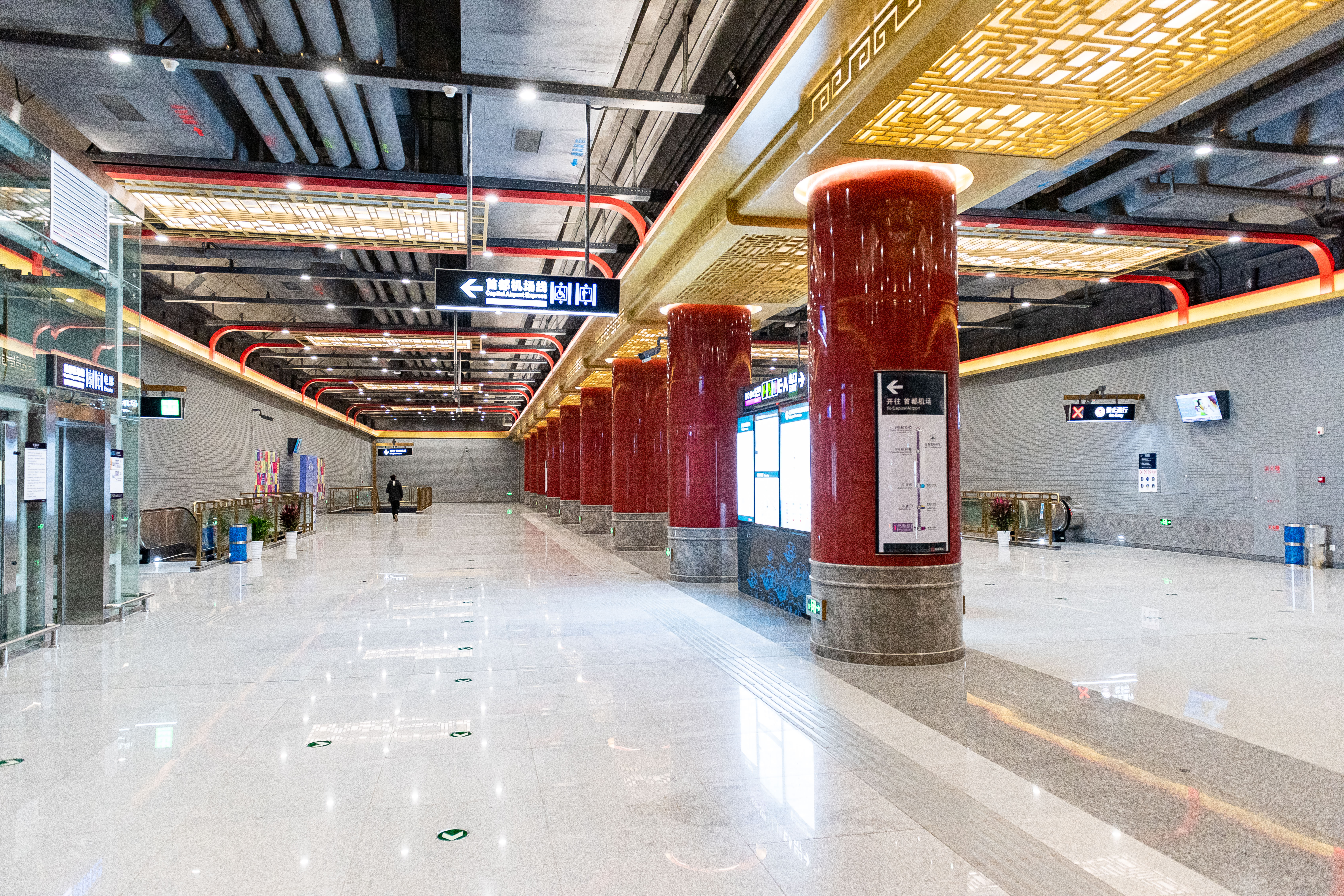
Mezzanine.
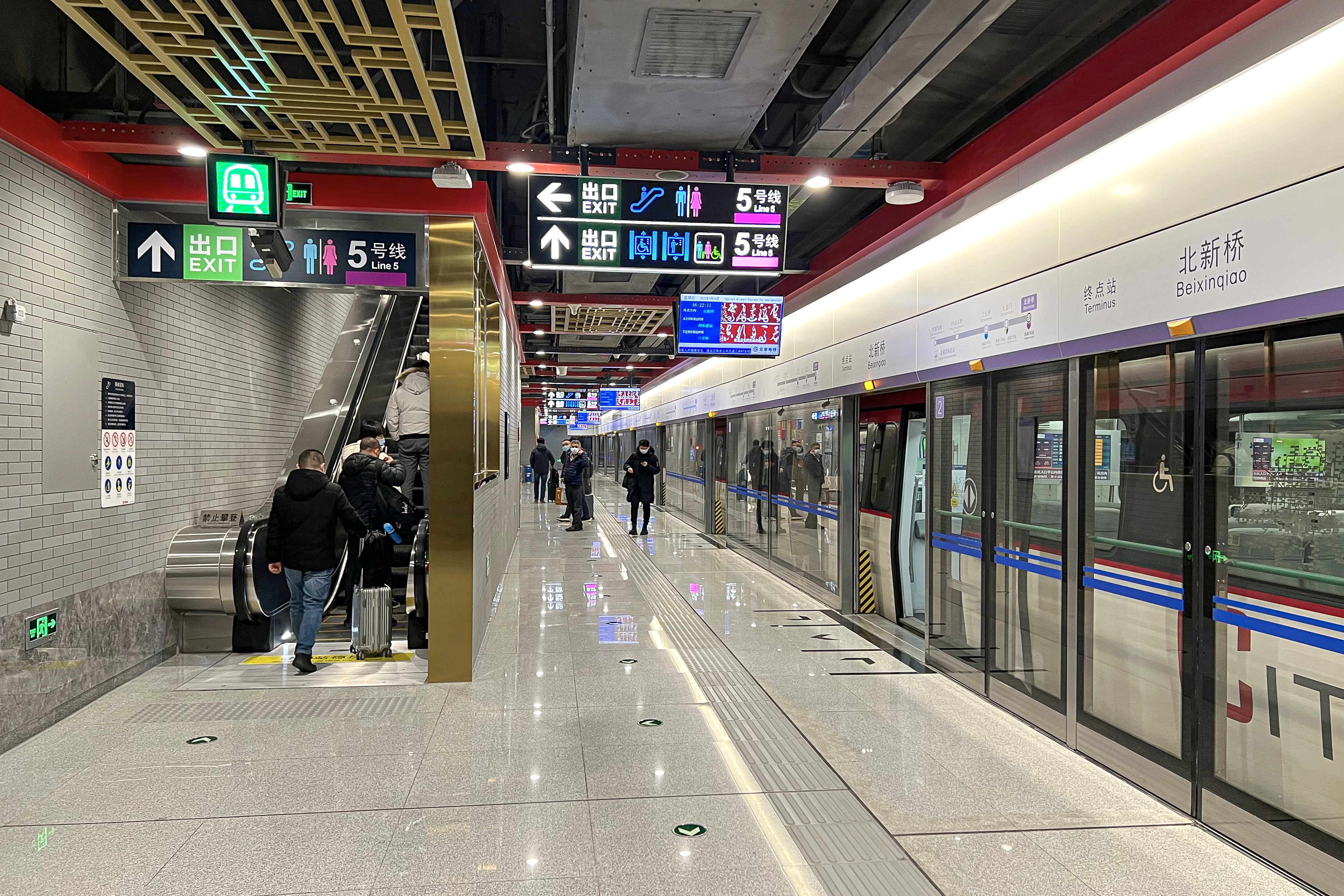
Quai d'arrivée.
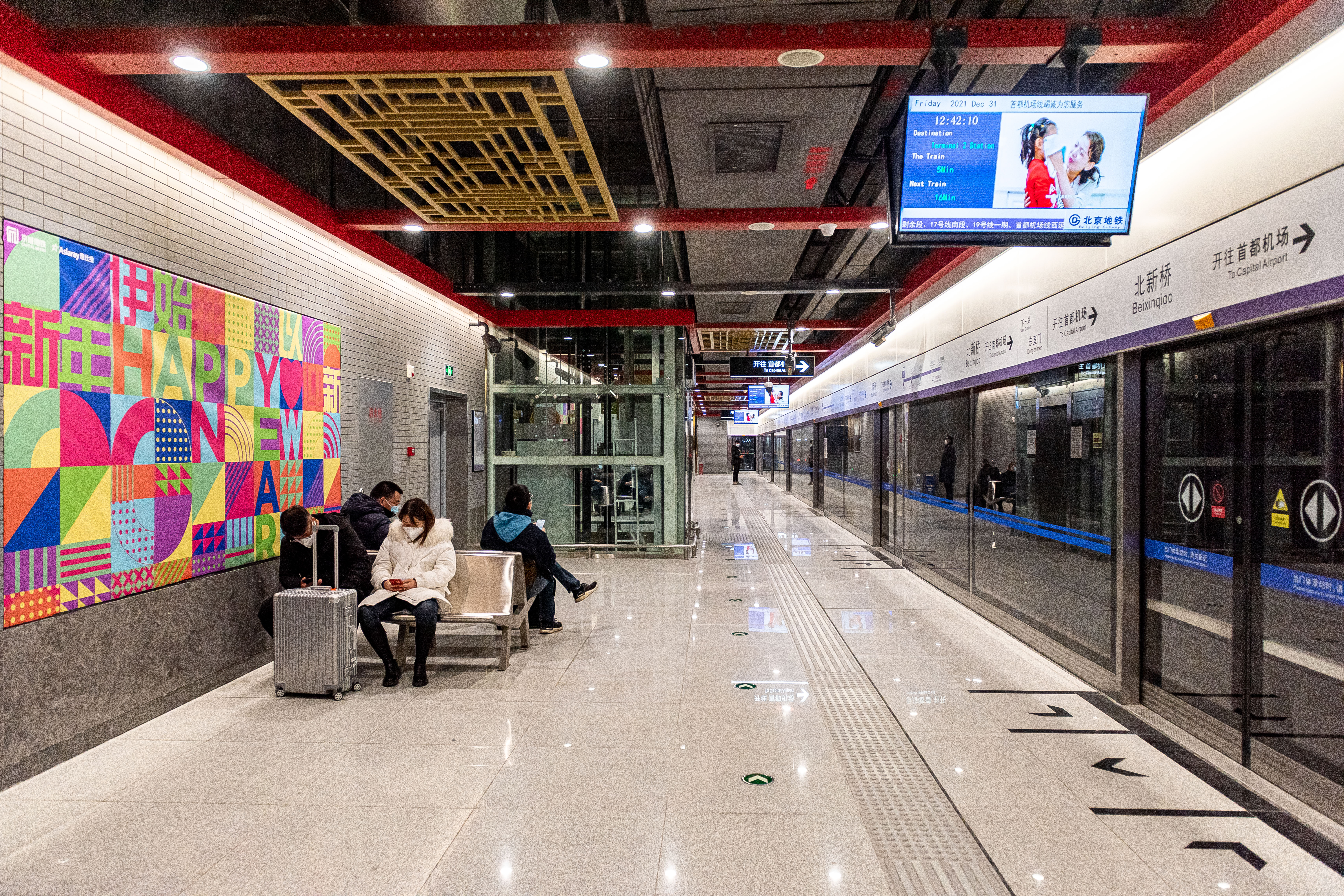
Quai de départ.